# 濱海阿赫塔爾斯克
濱海阿赫塔爾斯克（羅馬化：Primorsko-Akhtarsk）是俄羅斯克拉斯諾達爾邊疆區西北部的一個城市，位於亞速海畔，距邊疆區首府克拉斯諾達爾151公里。2002年人口32,677人。
1774年沙俄自鄂圖曼帝國奪取，原來的城名是（突厥語「海濱的白石」的意思），1949年設市。